# Загорівщина
Загорівщина, Загурівщина — урочище у районі Обласної лікарні на Лук'янівці (район вул. Ромоданова і узвозу Герцена). Не існує офіційного пояснення походження даного топоніму, єдина версія походження назви — місцевість називається Загорівщиною, оскільки знаходиться за трьома літописними горами — за Замковою (Кияницею), Щекавицею та Юрковицею (Хоривицею). У літописі 980 р. ці місця також згадані як Капичі, а у 1831 році тут знайшли давню печеру, залишки знарядь праці та черепки посуду епохи міді-бронзи, а пізніше — групу підземних лабіринтів.

## Будівництво
Коли наприкінці 1990-х років подовжували лінію метро до станції «Дорогожичі», на задньому дворі Інституту міжнародних відносин розгорнулося масштабне будівництво. Тут планували збудувати станцію «Герцена» (інша назва — «Загорівська») та влаштувати кінцеву зупинку тролейбуса № 6 з Виноградаря. Але міська влада вирішила зекономити — і у 2000 році відкрили одразу «Дорогожичі», а замість «Загоровської» звели аварійні платформи та пожежний вихід на поверхню.